# Brachynarthron simile
Brachynarthron simile är en skalbaggsart som beskrevs av Stefan von Breuning 1964. Brachynarthron simile ingår i släktet Brachynarthron och familjen långhorningar. Inga underarter finns listade.